# Getto w Zduńskiej Woli
Getto w Zduńskiej Woli – getto żydowskie, utworzone przez Niemców w Zduńskiej Woli podczas II wojny światowej. Było to drugie pod względem wielkości (po getcie w Łodzi) getto na terenie tzw. Kraju Warty.

## Społeczność żydowska w Zduńskiej Woli
Pierwsze wzmianki o Żydach zduńskowolskich pochodzą z 1788 roku. W osadzie mieszkały wówczas 33 rodziny polskie i żydowskie i znajdował się w niej: ratusz, kościół katolicki, bóżnica i szkoła „gdzie się Żydy schodzą” wybudowane przez Masłowskiego.

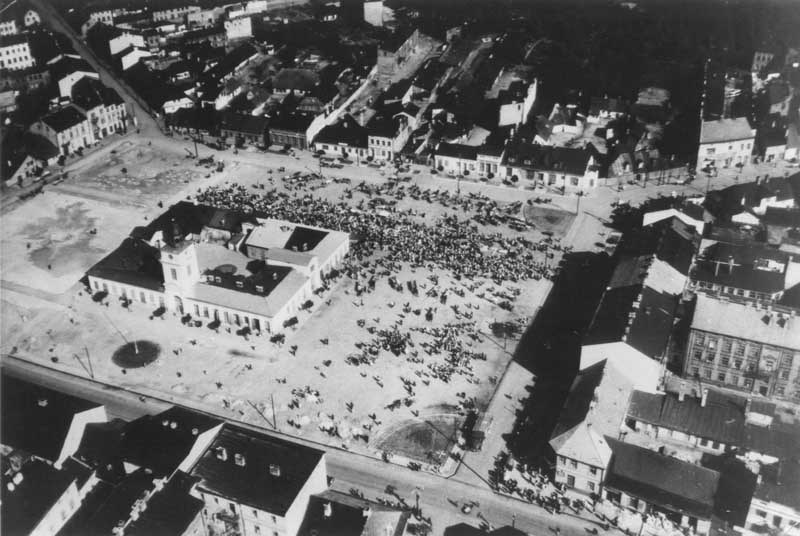
Zduńska Wola w 1939 r.

Przed wybuchem II wojny światowej w Zduńskiej Woli mieszkali przedstawiciele wielu narodów. W sierpniu 1939 r. zamieszkiwało ją 13 190 Polaków, 9330 Żydów i 4480 Niemców. W 1939 r. Rada Gminy Żydowskiej składała się z 17 członków (11 z nich należało do Agudy, 2 było syjonistami, 4 – bezpartyjni). Od samego początku okupacji władze niemieckie prowadziły politykę dyskryminacji ludności żydowskiej, stanowiącej drugą grupę narodowościową w mieście. Najbardziej charakterystycznymi jej przejawami było wprowadzenie jeszcze przed 15 listopada 1939 nakazu obowiązkowego noszenia przez Żydów specjalnego oznakowania w postaci żółtych opasek z sześcioramienną gwiazdą Dawida. Paski te musiano zakładać na prawe ramię ponadto oznakowanie to umieszczone musiało być na piersi i na plecach. W planach niemieckich władz okupacyjnych Żydzi mieli zamieszkać w dzielnicy wydzielonej – getcie. Nie jest do końca pewna data jego utworzenia. Wiadomo, że przygotowania do powstania takiego miejsca władze niemieckie czyniły już od początku okupacji, przesiedlając na teren przyszłej dzielnicy zamkniętej Żydów mieszkających w innych częściach miasta.

## Getto w Zduńskiej Woli

### Położenie
Niemcy utworzyli getto prawdopodobnie pod koniec 1939 r. (według innej wersji miało to miejsce w maju lub czerwcu 1940 r.). Granice getta zostały zamknięte jesienią 1940 r. Przebiegały one ul. Juliusza i obecnej Getta Żydowskiego, aż do ul. Sieradzkiej. Obejmowały także zachodnią i północną stronę pl. Wolności. Od północnej strony miasta dochodziły do zbiegu Opiesińskiej i Szadkowskiej aż do Narwiańskiej i Sieradzkiej. Getto otoczone było drutem kolczastym. Granice przebiegały pomiędzy podwórkami. Do getta prowadziło pięć bram od pilnowanych wewnątrz przez żydowską policję porządkową, a od zewnątrz przez posterunki Schupo.

### Warunki
Podobnie jak w innych gettach, władze hitlerowskie powołały w getcie zduńskowolskim Radę Starszych, w której funkcję przewodniczącego sprawował dr Jakub Lemberg. W 1940 r. zorganizował na terenie getta przy ul. Ogrodowej gospodarstwo rolne, zwane przez Niemców „Ackerbaufarm”. Dostarczała ona mieszkańcom getta warzywa i mleko. Zatrudniona tam była młodzież w wieku 17–21 lat. Łącznie pracowało tam ok. 50 osób. Ciężkie warunki pracy, niedożywienie, jak również niebywała ciasnota w mieszkaniach, w których wegetowało niejednokrotnie na kilkunastu metrach kwadratowych po kilka rodzin, powodowały znaczny wzrost śmiertelności. Tragiczne warunki bytowania, ciągły strach o własne życie spowodował, że coraz zjawiskiem stały się ucieczki z gett oraz spadek wydajności pracy. Aby temu zapobiec, w celu zastraszenia Niemcy przeprowadzili w Zduńskiej Woli dwie egzekucje, w których zamordowali 20 osób.

### Likwidacja getta
Likwidacja getta w Zduńskiej Woli miała miejsce w dniach 24-26 sierpnia 1942. Do akcji likwidacji zduńskowolskiego getta Niemcy zmobilizowali znaczne siły SS i policji, w której skład wchodziła jednostka specjalna Rollkommando oraz całą miejską placówkę Schupo, na czele której stał por. Herman Funke. W akcji tej wziął również udział Hans Biebow – kierownik zarządu getta w Łodzi oraz szef getta w Zduńskiej Woli Wilhelm Bittel. Ludność została wypędzona ze swoich mieszkań i zgromadzona na tzw. placu zbiorczym znajdującym się przy dzisiejszej ulicy Getta Żydowskiego. Dokonano tam wstępnej selekcji typując pierwsze ofiary, które miały być zamordowane w niemieckim obozie zagłady w Chełmnie nad Nerem. Wszystkich pozostałych przepędzono na cmentarz żydowski, gdzie dokonywano jeszcze kilkukrotnie selekcjonowania, wybierając około 1169 osób, które zostały przewiezione do getta łódzkiego. Pozostali w liczbie 8594 zostali przewiezieni do obozu w Chełmnie nad Nerem, gdzie poddani zostali natychmiastowej eksterminacji.
Duża część Żydów rozumiała nadchodzące zagrożenie. Wiele osób ukrywało się nie chcąc dobrowolnie podporządkować się rozkazom Niemców. Tych po schwytaniu rozstrzeliwano na miejscu. Łącznie w pierwszym dniu akcji na terenie getta zamordowano co najmniej 50 osób. W dwóch następnych co najmniej kilkadziesiąt dalszych. Zwłoki pomordowanych wywożono na cmentarz żydowski i tam grzebano w zbiorowej mogile. Zgromadzeni na cmentarzu pozostawali pod silną strażą przez dwa dni bez wody i pożywienia. Świadkowie tamtych wydarzeń zeznali, że Niemcy strzelali bez powodu w tłum w wyniku czego zginęło dalsze kilkadziesiąt osób.

## Upamiętnienie

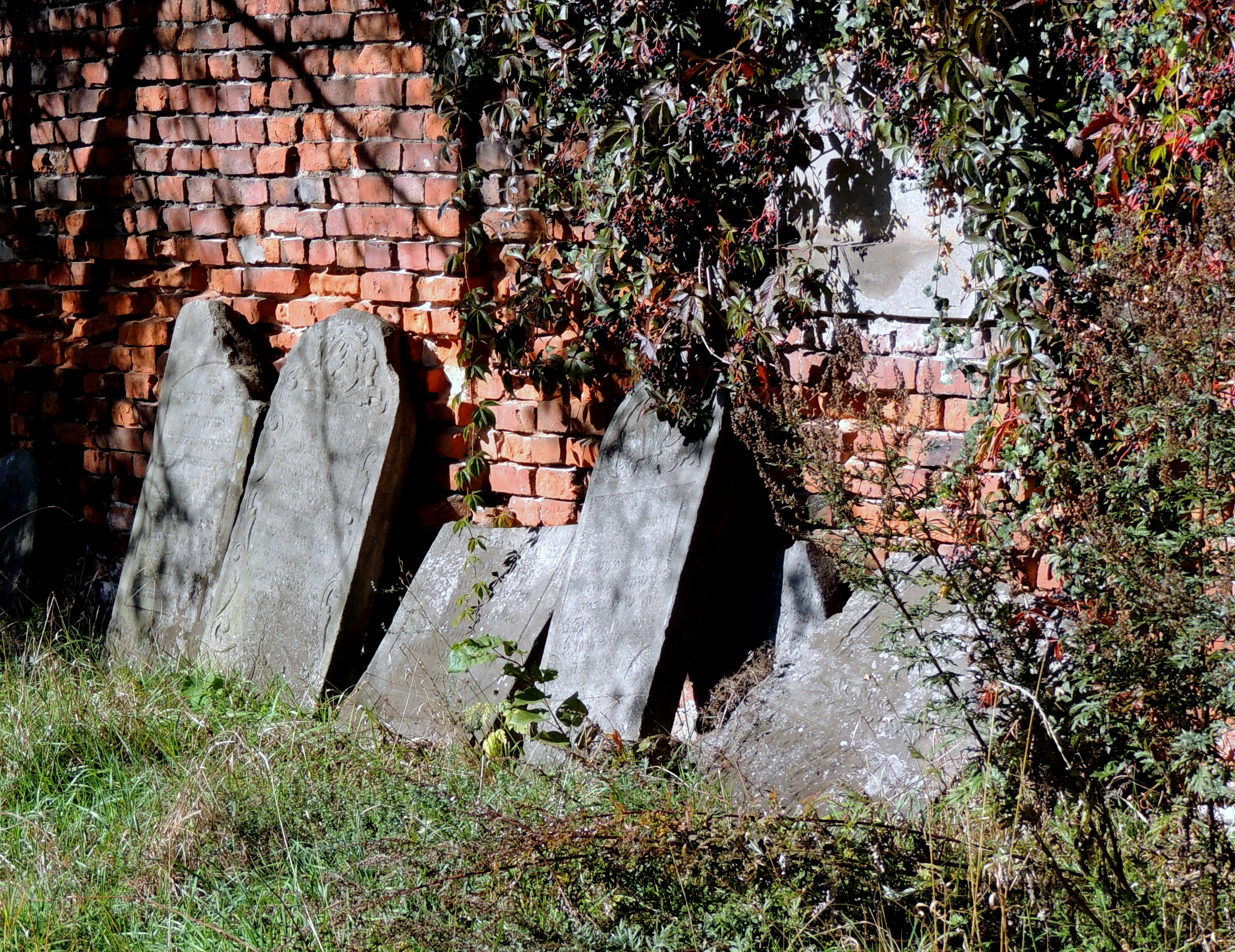
Cmentarz Żydowski w Zduńskiej Woli

Pamięć o getcie żydowskim w Zduńskiej Woli kultywuje Muzeum Historii Miasta Zduńska Wola.
Na cmentarzu w Zduńskiej Woli znajduje się pomnik upamiętniający ofiary eksterminacji, zduńskowolan którzy zginęli podczas wydarzeń z 1942 roku bezpośrednio na cmentarzu. To mogiła około 200 osób.
W sierpniu 2023 r., w rocznicę likwidacji getta, na miejscowym cmentarzu zawieszono tablicę pamiątkową informującą o istnieniu zamkniętej dzielnicy żydowskiej w mieście.